# Dicranomyia brookesi
Dicranomyia brookesi là một loài ruồi trong họ Limoniidae. Chúng phân bố ở miền Australasia.